# 諾里斯敦 (印地安納州)
諾里斯敦（英語：Norristown）是位於美國印地安納州謝爾比縣的一個非建制地區。該地的面積和人口皆未知。

## 地理
諾里斯敦所處的海拔為高於海平面229米（即751英呎），而該地所採用的時區為UTC-5，即北美東部時區（EST）。同時該地設有夏令時間，為UTC-5調快一小時，即UTC-4（EDT）。